# 27105 Clarkben
27105 Clarkben è un asteroide della fascia principale. Scoperto nel 1998, presenta un'orbita caratterizzata da un semiasse maggiore pari a 2,3426369 UA e da un'eccentricità di 0,1435080, inclinata di 7,74876° rispetto all'eclittica.